# Інфімум
І́нфімум (точна нижня межа) (лат. infimum — найнижчий) підмножини S частково впорядкованої множини (P,≤) — це найбільша нижня межа S.Позначається {\displaystyle \inf S}.

## Визначення
Визначення інфімума чи супремума використовує визначення нижньої чи верхньої межі для підмножини в частково впорядкованій множині.